# Elvezia Michel-Baldini
 (février 2022).
Si vous disposez d'ouvrages ou d'articles de référence ou si vous connaissez des sites web de qualité traitant du thème abordé ici, merci de compléter l'article en donnant les références utiles à sa vérifiabilité et en les liant à la section « Notes et références ».
Elvezia Michel (née le 17 août 1887 à Lisieux, morte le 14 juin 1963 à Spital Flin près de Soglio) est une peintre, dessinatrice, illustratrice de livres, tisserande d'art et philanthrope suisse dont les principales œuvres artistiques de la période entre 1902 et 1915 ne sont connues du public qu'en 1993.

## Biographie
Son père, Johann Michel, né de parents émigrés de Davos, tient une pâtisserie. En 1883, il épouse Clara Baldini, du val Bregaglia, qui avait grandi à Marseille. Michel grandit dans une famille aisée où, du côté maternel, les générations précédentes avaient construit une maison de trois étages à Borgonovo, dans le val Bregaglia (sa famille a des liens avec la famille Giacometti), avec les économies des entreprises de confiserie et de café. Enfant, Michel vit d'abord à Lisieux, où ses parents avaient émigré pour tenir une confiserie avec le frère de son père, et lorsqu'ils reviennent en Suisse à l'âge de 7 ans à Davos, lieu d'origine du père, décédé deux des années plus tard, en 1896. Elle suit sa scolarité à Davos, en 1902-1903 elle est élève du pensionnat pour filles d'Aarburg. Dans cet environnement, le talent artistique de Michel est découvert, encouragé et formé dès lors. À 17 ans, Elvezia Michel prend d'abord des cours de dessin et de peinture de l'automne 1904 au printemps 1905 auprès d'un portraitiste connu localement et élève de l'académie des beaux-arts de Brera puis vit alternativement à Lisieux, Davos et Borgonovo. Une phase artistique intensive dans les métropoles d'Europe occidentale s'ensuit : de 1907 à 1910, Michel est inscrite à la Damenakademie de l'Association des femmes artistes de Munich, de 1910 à 1912, elle vit à Paris, où elle étudie probablement à l'Académie Ranson, à l'hiver 1912-1913 elle suit des cours au Central Saint Martins College of Art and Design de Londres. De 1914 à 1930, elle est l'épouse de Giuseppe Mascarini, son premier professeur de dessin, de dix ans son aîné, et vit à Milan, où elle fréquente régulièrement la Scala et le théâtre. Pour une raison inconnue, elle cesse de peindre activement durant son mariage. Michel passe la plupart des mois d'été dans la maison de sa mère à Bergell, jusqu'à ce qu'elle déménage à Borgonovo en 1930. La procédure de divorce dure pendant quatre ans.
Au milieu de la quarantaine, elle apprend son nouveau métier de tisserande dans la classe de la tisserande Schulthess à Ascona (début des années 1930). Dans la maison de sa mère, décédée en 1951 à l'âge de 87 ans, Michel-Baldini installe un atelier de tissage. Pour son travail, elle utilise du lin de ses propres champs de lin sur l'Alp Pila près de Maloja et de la laine de Bergell. Elle noue des amitiés artistiques notamment avec le peintre bernois Hanny Bay (1885–1978) et avec l'artiste et chanteuse Emilia Gianotti (1901–1984) de Stampa. Michel vit très près de la nature et est en contact étroit avec les habitants de la vallée. Elle est également douée pour la musique (elle joue des claviers et de la guitare et chante en soprano). Ayant grandi dans plusieurs langues, avec les dialectes de Bergell et d'Engadine ainsi que le suisse allemand, elle parle également le français, l'italien, l'allemand et l'anglais. Jusqu'à un âge avancé, elle visite occasionnellement sa sœur aînée Anna à Davos pendant de longues périodes.

## Œuvre
L'œuvre de Michel-Baldini, mise au jour en 1991, comprend environ 25 peintures à l'huile, 70 aquarelles et 700 croquis. Ses tissages des années ultérieures sont déjà connus à leur époque, parmi lesquels une tapisserie La Vraie Religion de 1943, sur laquelle on peut voir une figure féminine ailée dans un ovale décoratif, tenant dans la main gauche un livre ouvert dans lequel elle regarde.
Dans le portrait, le travail de Michel va des études de personnages subtiles et réservées des premières années aux portraits et aux nus psychologiquement formés (Munich vers 1910) aux représentations contemporaines et expressionnistes de personnes, qui sont souvent inspirées par les arts de la scène de leur temps à Paris. Ses techniques sont variées et, en plus des œuvres à la sanguine et à l'huile, il existe également des aquarelles, à partir desquelles sont créés d'impressionnants portraits de femmes. Des dessins préliminaires et des versions finales d'éminentes illustrations de Salomé à l'encre sur papier sont également conservés. Par ailleurs, Michel-Baldini s'occupe de la reliure et de la décoration de livres, pour laquelle elle puise dans un large répertoire de formes et de motifs (à Londres en partie inspirés des préraphaélites). Vers 1915, Michel-Baldini travaille à la décoration de la petite salle (saletta) de la maison maternelle à Borgonovo, qui est principalement conçue avec des personnages féminins et est en partie réalisée en gouaches grand format avec des taches richement colorées.